# Legile lui Mendel
Legile lui Mendel sunt trei legi privind principiile eredității biologice, stabilite de călugărul și botanistul austro-ungar Gregor Mendel (1822-1884).
Redescoperirea legilor lui Mendel în 1900, apoi combinarea acestora cu descoperirea cromozomilor, considerați a fi suportul fizic al eredității, au condus la fondarea geneticii formale, la începutul secolului al XX-lea.

## Legea purității gameților
Ereditatea și variabilitatea constituie obiectul de studiu al geneticii. Gameții sunt puri din punct de vedere genetic, adică conțin un singur  factor ereditar, respectiv - așa cum se știe azi - o singură alelă din perechea de alele conținute de celulele somatice.
| Generație | Părinte | -    | Părinte |
| --------- | ------- | ---- | ------- |
| P         | AA      | x    | 00      |
| F1        |         | A0   |         |
| Frecvență |         | 100% |         |

| \| Generație \| Părinte \| - \| Părinte \| \| --------- \| ------- \| ---- \| ------- \| \| P \| AA \| x \| BB \| \| F1 \| \| AB \| \| \| Frecvență \| \| 100% \| \| fenotipul și genotipul corespund, adică 100% heterozigoți în genotip și de grup AB în fenotip. La hibrizii din F2 caracterele se separă în raportul de 3 Dominant : 1 recesiv, adică (F1) A0 x A0 (F2) 25% AA; 50% AO; 25% OO în genotip; respectiv în fenotip:75% cu grupa A și 25% cu grupa sanguina O, adică tocmai raportul de segregare obținut și de Mendel prin numărarea bob cu bob. Dacă în F1 se întâlnesc însă două persoane cu grupele sanguine AB, atunci în F2 probabilitățile descendenților vor fi aceleași în genotip și în fenotip, raportul de segregare fiind 1:2:1 Se poate vizualiza în caz de dihibridare, adică de urmărire a transmiterii în cazul unor caractere independente, codificate de gene nealele. De exemplu, în cazul grupelor sanguine genele ce determină sistemul ABO sunt situate pe brațul lung al cromozomului 9 (9q) iar cele pentru sistemul Rh sunt situate pe brațul scurt al cromozomului 1 (1p), fiind notate D și respectiv d (D alela dominantă față de d, alela recesivă) Pornind în generația parentală de la doi dublu homozigoti, unul cu alele dominante și celălalt cu alele recesive, conform principiului uniformității caracterelor în prima generație toți descendenții (hibrizii) vor fi 100% dubli heterozigoți în genotip și respectiv 100% de grup A și Rh+ în fenotip (adică vor exprima caracterul dominant). (P) AA/DD x OO/dd (F1) AO/Dd În continuare folosind un tabel PUNNETT, se vor utiliza toate cele 4 variante posibile de combinare a alelelor în gameții indivizilor din (F1) și se vor obține genotipurile posibile Gene în gameți AD Ad 0D 0d AD AA/DD AA/Dd A0/DD A0/Dd Ad AA/Dd AA/dd A0/Dd A0/dd 0D A0/DD A0/Dd 00/DD 00/Dd 0d A0/Dd A0/dd 00/Dd 00/dd Segregarea independentă este demonstrată de apariția unor caractere noi: Ad și 0D, care nu au existat nici în generația parentală (P) și nici în cea filală F1. Raportul de segregare (separare a fenotipurilor) în acest caz de dihibridare este calculat din genotipurile tabelului: AD; Ad; 0D; 0d 9: 3 : 3 : 1 - Semidominanța (sau dominanța incompletă) este fenomenul de interacție între două gene alele, care determină exprimarea unui fenotip intermediar în cazul descendenților, față de părinți. Este întâlnit la planta barba-împăratului și la animale ca găinile de Andaluzia. - Supradominanța (fenomenul de heterozis) este procesul de interacțiune între două alele care determina formarea unor descendenți cu caractere sporite față de ascendenți. Descendenții prezintă rezistență mai mare la condițiile de mediu (climă, agenți patogeni, etc.), sunt mai viabili, au o productivitate mai mare fată de ascendenți. - Gene letale reprezintă gene care, în stare homozigotă, determină moartea individului (letalitate); au fost identificate la șoarecii cu blană de culoare gălbuie. - Codominanța este fenomenul de interacțiune între două alele dominante care determină apariția unui nou fenotip. Este caracteristică grupelor de sânge (AB) unde genotipul și fenotipul sunt identice. - Polialelia este fenomenul în care există mai multe alele pentru un locus dat între care sunt relații de dominanță și recesivitate. Alelele ocupă același locus pe cromozom și sunt forme ale unei gene care contribuie la realizarea aceluiași caracter, precum alelele IA notată și simplu A, IB notată și B și respectiv i, notata și 0. Seria polialelică provine dintr-o serie de mutații, succesive sau nu, ale unei gene ancestrale. - Poligenia, proces prin care unele caractere cantitative, cum ar fi înălțimea sau masa, sunt determinate de interacțiunea mai multor gene nealele. - Epistazia, fenomen prin care genele nealele interacționează. Genele epistatice controlează activitatea genelor hipostatice. De exemplu genele H/h de pe 19q controlează activitatea genelor grupei sanguine AB0 de pe 9q. Alelele H/h corespunzătoare genei FUT1codifică L-fucoziltransferaza 1. 1. 2. |         |      |         |
| Generație | Părinte | -    | Părinte |
| P | AA      | x    | BB      |
| F1 |         | AB   |         |
| Frecvență |         | 100% |         |

| Generație | Părinte | -    | Părinte |
| --------- | ------- | ---- | ------- |
| P         | AA      | x    | BB      |
| F1        |         | AB   |         |
| Frecvență |         | 100% |         |